# Hajiwka (rejon kowelski)
Hajiwka (ukr. Гаївка) – wieś na Ukrainie w rejonie kowelskim, w obwodzie wołyńskim, położona nad jeziorem Piaseczno. Miejscowość istnieje od 1993 roku.
Do 2020 w rejonie szackim.